# Демонстрации в Молдове (2013)
Демонстрация «Pro Europe» прошла в столице Молдавии Кишинёве 3 ноября 2013 года. Демонстрацию организовали три партии правящей коалиции: Либерал-демократическая партия Молдовы, Демократическая партия Молдовы и Румынская народная партия. По оценкам, в демонстрации участвовало около 100 000 человек, в то время это была самая массовая группа или скопление групп людей со времени подписания Декларации независимости Молдовы.

## Подробности
Первоначально организаторы заявляли, что в демонстрации участвовало около 100 тысяч человек, но полиция оценила толпу в 60 тысяч человек. Однако полиция пересмотрела это число и в официальном сообщении заявила, что в ней приняли участие около 117 000 человек. Толпа людей собралась в столице Молдавии Кишинёве 3 ноября 2013 года, чтобы продемонстрировать свою поддержку более тесных связей с Европейским союзом. Это произошло за несколько недель до саммита в Вильнюсе, Литва, где Молдавия надеялась подписать соглашение о партнёрстве с ЕС.

Президент Молдавии Николае Тимофти сказал собравшимся: 
Европейская интеграция — это шанс восстановить нашу экономику, улучшить качество жизни и обеспечить процветание всех граждан, построить общество с ясным видением
.
Демонстрация была организована правительством Молдавии, которое хотело дать чёткий сигнал Брюсселю. Однако страна находилась под давлением со стороны России, которая заявляла, что более тесные связи с ЕС будут иметь «серьёзные последствия» для молдавских рабочих в России и экспорта её товаров.
На церемонии открытия демонстрации молдавская певица сопрано Валентина Нафорницэ исполнила Гимн Молдавии.
В конце демонстрации участники проголосовали за «Декларацию Кишинёва».

## Последствия
В июне 2014 года, наряду с Украиной и Грузией, Молдавия заключила соглашение об ассоциации с ЕС.